# Adrian Pasdar
Adrian Pasdar (Pittsfield, 30 aprile 1965) è un attore e regista statunitense, noto per aver interpretato Nathan Petrelli nella serie Heroes.

## Biografia
Nato nel Massachusetts, è figlio di Homayoon Pasdar, un cardiologo iraniano emigrato da giovane negli Stati Uniti, e di Rozmari Sberesny, un'infermiera russa originaria di Kaliningrad (la ex città tedesca di Königsberg). Grazie al football, vince una borsa di studio alla University of Central Florida, ma a causa di un incidente automobilistico fu costretto mesi su una sedia a rotelle per le ferite riportate alle gambe, riportando anche delle cicatrici permanenti sul viso. Dopo una lunga fisioterapia, scoprì di non porter più intraprendere attività sportive, ma nacque in lui la passione per la scrittura e la recitazione. Studiò quindi recitazione al Lee Strasberg Institute.
A 19 anni debutta nel film di Tony Scott Top Gun, mentre in seguito partecipa al film I guerrieri del sole. Nel 1987 ottiene una parte in Il buio si avvicina di Kathryn Bigelow, e successivamente recita nella commedia britannica Come una donna con Julie Walters e nel film di Brian De Palma Carlito's Way. Nel 1996 è protagonista della serie tv Profit. Dopo aver scritto e diretto il cortometraggio Beyond Belief, nel 1999 debutta alla regia con il film Cement - Fino all'ultimo colpo, interpretato da Chris Penn e Jeffrey Wright.
Negli anni successivi ottiene piccole partecipazioni a serie come Oltre i limiti e Il tocco di un angelo, e ruoli ricorrenti nelle serie Mysterious Ways e Giudice Amy. Nel 2005 partecipa ad alcuni episodi della seconda serie di Desperate Housewives, nel ruolo dell'avvocato di Gabrielle Solis; in seguito è uno dei protagonisti della serie cult Heroes dove interpreta Nathan Petrelli, uomo politico con la capacità di volare. Nel 2017 è il potente uomo d'affari Morgan Edge nella terza stagione del telefilm Supergirl, tratto dai fumetti della DC Comics.

### Vita privata
Dal 2000 è sposato con la cantante delle Dixie Chicks, Natalie Maines, con cui ha avuto due figli, Jackson Slade Pasdar (nato nel 2001) e Beckett Finn Pasdar (nato nel 2004). Con Natalie ha partecipato al documentario di Barbara Kopple Dixie Chicks: Shut Up and Sing.
Il 28 gennaio 2010 è stato arrestato per sospetto di guida in stato di ebbrezza alle 2:59 della notte, dopo essere stato trovato a più di 90 km/h sulla superstrada 405 di Los Angeles.
Quando i poliziotti lo hanno fermato, Adrian odorava fortemente d'alcool, ma ha rifiutato di fare la prova del palloncino. Adrian è stato arrestato e poi rilasciato su cauzione di 15 000 dollari.

## Filmografia

### Cinema
- Top Gun, regia di Tony Scott (1986)
- Fuori i secondi (Streets of Gold), regia di Joe Roth (1986)
- I guerrieri del sole (Solarbabies), regia di Alan Johnson (1986)
- Made in USA, regia di Ken Friedman (1986)
- Il buio si avvicina (Near Dark), regia di Kathryn Bigelow (1987)
- Cookie, regia di Susan Seidelman (1989)
- Vital signs: un anno, una vita (Vital Signs), regia di Marisa Silver (1990)
- Torn Apart, regia di Jack Fisher (1990)
- Shangai (Shang Hai yi jiu er ling), regia di Po-Chih Leong (1991)
- L'isola dell'amore (Grand Isle), regia di Mary Lambert (1991)
- Come una donna (Just Like a Woman), regia di Christopher Monger (1992)
- The Killing Box, regia di George Hickenlooper (1993)
- Carlito's Way, regia di Brian De Palma (1993)
- The Last Good Time, regia di Bob Balaban (1994)
- The Pompatus of Love, regia di Richard Schenkman (1996)
- L'ombra dell'assassino (Wounded) , regia di Richard Martin (1997)
- A Brother's Kiss, regia di Seth Zvi Rosenfeld (1997)
- Ties to Rachel, regia di Jon Resnik (1997)
- Desert Son, regia di Christopher Martini & Max Martini (1999)
- The Big Day, regia di Ian McCrudden (1999)
- Secondhands Lions, regia di Tim McCanlies (2003)
- Home Movie, regia di Christopher Denham (2008)
- Run, regia di Simone Bartesaghi (2013)
- La verità di Grace (A Fall from Grace), regia di Tyler Perry (2020)
- The Manson Brothers Midnight Zombie Massacre, regia di Max Martini (2021)
- The Disappearance of Mrs. Wu, regia di Anna Chi (2021)
- L'esorcismo - Ultimo atto, regia di Joshua John Miller (2024)

### Televisione
- Big Time, regia di Jan Egleson – film TV (1989)
- Il fratello di Al Capone (The Lost Capone) – film TV (1990)
- Shadows of Desire   regia di Sam Pillsbury – film TV (1994)
- Performance – serie TV, 1 episodio  (1994)
- Il dono di una madre (A Mother's Gift), regia di Jerry London (1995)
- Slave of Dreams, regia di Robert M. Young – film TV (1995)
- Profit – serie TV, 8 episodi (1996-1997)
- Il tocco del diavolo (Touched by Evil), regia di James A. Contner – film TV (1997)
- Un'altra città, un altro amore (Love in Another Town), regia di Lorraine Senna – film TV (1997)
- Feds – serie TV, 6 episodi (1997)
- House of Frankenstein , regia di Peter Werner – miniserie TV, 2 episodi (1997)
- Oltre i limiti (The Outer Limits) – serie TV, episodio 4x05 (1998)
- Il tocco di un angelo (Touched by an Angel) – serie TV, episodi 4x26-4x27 (1998)
- The Perfect Getaway, regia di Armand Mastroianni – film TV (1998)
- Mutiny, regia di Kevin Hooks – film TV (1999)
- Mysterious Ways – serie TV, 44 episodi (2000-2002)
- The Twilight Zone – serie TV, episodio 1x04 (2002)
- Crossing the Line, regia di Graeme Clifford  – film TV (2002)
- A Screwball homicide, regia di Dennis Dugan  – film TV (2003)
- Giudice Amy (Judging Amy) – serie TV, 31 episodi (2003-2005)
- Desperate Housewives – serie TV, episodi 2x04-2x05-2x06 (2005)
- Heroes – serie TV, 60 episodi (2006-2010)
- Castle – serie TV, episodi 3x16-3x17 (2011)
- Law & Order: Criminal Intent – serie TV, episodio 10x05 (2011)
- Il giardino del diavolo (Seeds of Destruction), regia di Paul Ziller – film TV (2011)
- The Lying Game – serie TV, 29 episodi (2011-2013)
- Political Animals – miniserie TV, 6 episodi (2012)
- Burn Notice - Duro a morire (Burn Notice) – serie TV, episodi 7x01-7x03-7x04 (2013)
- Agents of S.H.I.E.L.D. – serie TV, 24 episodi (2014-2018)
- Rosewood – serie TV, episodio 1x04 (2015)
- Colony – serie TV, 10 episodi (2016-2017)
- Supergirl – serie TV, 4 episodi (2017-2018)
- Lethal Weapon – serie TV, episodio 2x04 (2017)
- Grand Hotel – serie TV, 4 episodi (2019)
- The Rookie – serie TV, episodio 4x20 (2022)
- East New York – serie TV, 4 episodi (2023)

### Regista
- Cement - Fino all'ultimo colpo (Cement) (1999)

## Doppiatori italiani
Nelle versioni in italiano delle opere in cui ha recitato, Adrian Pasdar è stato doppiato da:
- Francesco Prando in Come una donna, The Perfect Getaway, Giudice Amy, Desperate Housewives, Heroes, The Lying Game, Colony, Lethal Weapon, Grand Hotel
- Massimo Lodolo ne I guerrieri del sole, Il tocco del diavolo, Wounded, Un'altra città un altro amore
- Marco Mete ne Il buio si avvicina
- Luca Ward in Cookie
- Paolo Marchese in Il dono di un madre
- Fabio Boccanera in Profit
- Gaetano Varcasia in Castle
- Oliviero Corbetta in Law & Order: Criminal Intent
- Massimo Bitossi in Burn Notice - Duro a morire
- Christian Iansante in Agents of S.H.I.E.L.D.
- Alessio Cigliano in Supergirl
- Massimo Rossi in Rosewood
- Gabriele Sabatini in La verità di Grace